# David Fastovsky
David E. Fastovsky (* 18. Dezember 1954) ist ein US-amerikanischer Wirbeltier-Paläontologe, der sich mit Dinosauriern befasst.
Fastovsky studierte Biologie am Reed College, Paläontologie an der University of California, Berkeley mit dem Master-Abschluss und wurde 1985 an der University of Wisconsin–Madison promoviert. Er ist Professor an der University of Rhode Island.
Er untersuchte unter anderem das Aussterben der Dinosaurier an der Wende Kreide-Tertiär in der Hell-Creek-Formation in Montana und North Dakota und folgerte auf ein abruptes Aussterben.
Außer in den USA grub er auch in Mexiko aus und in der Mongolei. Dort fand er ein 70 Millionen Jahre altes Nest mit 15 jungen Protoceratops. Es war das erste Nest von Protoceratops, das gefunden wurde.

## Schriften
- mit David Weishampel: The evolution and extinctions of Dinosaurs, Cambridge University Press, 1996, 2. Auflage 2005
- mit Weishampel: Dinosaurs: a concise natural history, Cambridge University Press, 2. Auflage 2012
- Dinosaur Ecology (mit Joshua B. Smith), Dinosauria Extinction (mit J. David Archibald), in: Weishampel, Osmolska, Dodson: The Dinosauria, University of California Press, 2. Auflage 2004